# Kounla
Kounla est une commune située dans le département de Sanaba de la province des Banwa au Burkina Faso.

## Histoire
Le 25 août 2024, des djihadistes du Groupe de soutien à l'islam et aux musulmans mènent un raid sur une église catholique du village au moment de la prière. Les femmes et les enfants sont épargnés mais 26 hommes sont ligotés, puis tués par balles.

## Éducation et santé
La commune accueille un dispensaire de soins.